# Anne-Marie Lagrange
Pour les articles homonymes, voir Lagrange.
Anne-Marie Lagrange, née le 12 mars 1962 en région Rhône-Alpes, est une astrophysicienne française.
Elle travaille depuis 1990 à l'Institut de planétologie et d'astrophysique de Grenoble (anciennement LAOG). Elle a également travaillé pour l'Institut national des sciences de l'univers et le CNRS. En parallèle, elle fait partie de plusieurs conseils d'institutions et de programmes scientifiques. Titulaire de nombreux prix scientifiques et décorations honorifiques, elle est membre de l'Académie des sciences depuis 2013.
Ses travaux portent sur l'étude des systèmes planétaires extrasolaires (exoplanètes). Elle est notamment connue pour avoir fait la première observation directe d'une exoplanète autour d'une naine brune en 2005 et avoir découvert l'exoplanète Beta Pictoris b en 2008 avec le Très Grand Télescope (VLT) de l'Observatoire européen austral (ESO).

## Biographie

### Jeunesse et études
Anne-Marie Lagrange est née le 12 mars 1962 en région Rhône-Alpes d'un père employé à EDF et d'une mère au foyer. Quand elle a 5 ans, son père est muté dans l'Ain et la famille s'installe à Ceyzérieu où Anne-Marie Lagrange va à l'école primaire. Ensuite c'est le collège à Culoz puis le lycée du Bugey à Belley. Au lycée, elle se passionne pour la physique et les mathématiques et décide de faire des études supérieures. Sur les conseils de sa professeur de français et du Rotary Club local, elle va en classes préparatoires aux grandes écoles (CPGE) après avoir obtenu son baccalauréat C en 1979. Elle y découvre les métiers de la recherche scientifique et trouve ainsi sa vocation,,.
En 1982, elle intègre l'École polytechnique et fait son service militaire la première année comme chef de section dans le 8e régiment de transmissions. Elle découvre l'astrophysique lors d'un cours d'option donné par Jean Audouze et trouve cette discipline passionnante, associant la pratique des sciences fondamentales à un côté exploratoire. À l'école, elle donne naissance à son premier enfant et parvient à concilier sa maternité et ses études grâce à la confiance de ses professeurs. Elle sort diplômée de Polytechnique en 1985. L'année suivante, elle obtient un diplôme d'études approfondies (DEA) en astrophysique à l'université Paris-Diderot. Puis, elle soutient une thèse à l'Institut d'astrophysique de Paris sous la direction d'Alfred Vidal-Madjar en 1989,,,.

### Carrière
Après ses études, Anne-Marie Lagrange fait une année de postdoctorat à l'Observatoire européen austral (ESO) en Allemagne de 1989 à 1990. Lors d'une mission au Chili, elle rencontre Pierre Léna qui met au point l'optique adaptative et comprend tout son potentiel dans la recherche et l'étude d'exoplanètes. En 1990, elle intègre le Laboratoire d'astrophysique de Grenoble (LAOG) sous la direction d'Alain Omont et constitue un petit groupe de recherche sur les systèmes planétaires extrasolaires. En 1994, elle obtient son habilitation à diriger des recherches alors qu'elle est déjà, depuis 1990, chargée de recherche au CNRS,. De 1997 à 2002, elle est la responsable scientifique de l'instrument NACO, la première optique adaptative mise en place sur le Très Grand Télescope (VLT) de l'Observatoire européen austral. En 2002-2003, elle mène la pré-étude de l'instrument SPHERE, successeur de NACO, destiné à la recherche et à la caractérisation des exoplanètes ,,.
De 1999 à 2003, elle est chargée de mission à temps partiel à l'Institut national des sciences de l'univers (INSU) et au département Sciences de l'univers du CNRS, tout en continuant ses recherches au LAOG. En 2000, elle est nommée directrice de recherche au CNRS. De 2004 à 2006, elle est directrice adjointe à l'INSU et au CNRS, responsable de la division Astronomie et Astrophysique. À partir de 2007, elle est de nouveau chercheuse au LAOG qui devient en 2011 l'Institut de planétologie et d'astrophysique de Grenoble (IPAG), avant de rejoindre l'Observatoire de Paris en 2020.
En parallèle de ses recherches, elle siège dans plusieurs comités de programmes scientifiques du Très Grand Télescope (VLT), de l'Observatoire européen austral (ESO), de l'Agence spatiale européenne (ESA) et du CNRS. Elle a fait également partie de plusieurs conseils d'administration dont ceux de l'Observatoire de la Côte d'Azur (OCA), du THEMIS, de l'EISCAT et de l'Institut d'astrophysique de Paris. Elle préside le Haut conseil scientifique de l'Observatoire de Paris (2014-2017).
Elle est faite chevalier de l'ordre national de la Légion d'honneur par décret du 2 avril 2010, puis promue au grade d'officer le 13 juillet 2019, et est nommée au grade d'officier de l'Ordre du Mérite par décret du 20 novembre 2015 . Elle est élue à l'Académie des sciences le 10 décembre 2013. Elle est nommée au Conseil stratégique de la recherche par décret du 3 février 2014.

## Travaux
Les travaux d'Anne-Marie Lagrange portent sur la recherche et l'étude de systèmes planétaires extrasolaires. À partir des années 1990, elle se met à rechercher des exoplanètes en imagerie directe grâce aux premiers instruments d'optique adaptative. Dans les années 2000, elle cherche plus particulièrement des planètes géantes autour de jeunes étoiles. Ainsi, en 2005, elle fait la première observation directe d'une exoplanète autour d'une naine brune. Dans cette recherche, elle utilise également la méthode des vitesses radiales et étend cette technique à d'autres types d'étoiles. De plus, elle étudie l'impact de l'activité stellaire sur la détectabilité des planètes.
Elle a consacré une grande partie de sa carrière à l'analyse de l'étoile Beta Pictoris dans la constellation du Peintre. Lors de sa thèse dans les années 1980, elle étudie le disque de débris qui vient d'être découvert autour de cette étoile . Pour la jeune chercheuse, plusieurs éléments indiquent la présence d'une planète massive mais la communauté scientifique reste sceptique et ne prend pas au sérieux ses travaux,,,. Dans les années 2000, elle fait plusieurs observations de ce disque de débris avec une optique adaptative couplée à un spectro-imageur dans le proche infrarouge monté sur le Très Grand Télescope (VLT) de l'Observatoire européen austral (ESO). En 2008, elle découvre une planète, Beta Pictoris b, orbitant autour de l'étoile comme elle l'avait prévu. Cette exoplanète est alors la planète imagée la plus proche de son étoile (et le reste encore en 2018) ce qui a un retentissement international,,. En 2019, elle annonce la découverte de la planète géante Beta Pictoris c équivalente à 9 masses joviennes et orbitant plus près de son étoile que Beta Pictoris b.

## Publications et ouvrages
Anne-Marie Lagrange est l'autrice de nombreuses publications scientifiques dans des journaux à comité de lecture et de plusieurs livres,.
- Observer le ciel de nuit, Paris, Nathan, coll. « Carnet du jeune Robinson », 1998 (ISBN 978-2-09-240365-5, BNF 37026346).
- Fascicule d'astronomie pour les jeunes, Nathan, 1999.
- Les grands observatoires du monde (avec Serge Brunier), Paris, Éditions Bordas, 2002, 240 p. (ISBN 978-2-04-760026-9, BNF 38967669).
- L'observation en astronomie (avec Pierre Léna et Hervé Dole), Paris, Éditions Ellipses, 2009, 207 p. (ISBN 978-2-7298-4086-0, BNF 41353630).

## Distinctions
Anne-Marie Lagrange a reçu de nombreuses distinctions, :
- Médaille de bronze du CNRS (1994)
- Prix Digital de la Société française d'astronomie et d'astrophysique (1997)
- Prix Deslandres de l'Académie des sciences (2003)
- Médaille de l'université Joseph-Fourier de Grenoble (2004)
- Prix de la Fondation Cino del Duca (2005)
- Prix du rayonnement français de l'Association Réalités et Relations Internationales (2006)
- Prix Dargelos de l'École polytechnique (2009)
- Prix Irène-Joliot-Curie, catégorie Femme scientifique de l'année (2011)
- Trophée des femmes en or, catégorie Innovation et Trophée du public (2013)
- Membre de l'Académie des sciences (2013)
- Prix Jean-Ricard de la Société française de physique (2017)
- Son nom a été donné à une école primaire de Ceyzérieu, dans l'Ain (2018)
- Advanced Grant de 2,5 millions d'euros du conseil européen de la recherche pour son projet Cobrex (2020) [21].
- Listée parmi les 50 Femmes Forbes Europe-Afrique-Moyen-Orient (2022)[22]
- Distinguished Visitor STSci "Caroline Herschel Program" (2023-2025)[23]

## Décorations
- Officière de la Légion d'honneur Elle est faite chevalière le 2 avril 2010[24], puis est promue officière le 13 juillet 2019[9].
- Officière de l'ordre national du Mérite Elle est directement faite officière le 20 novembre 2015[25].